# شاخص (أشرعة)
الشاخص أو العمود أو السارية هو اسم عام يطلق على أعمدة من الخشب أو المعدن أو مواد الخفيفة الوزن مثل ألياف الكربون المستخدمة في أَرْمَة المراكب المائية الشراعية لحمل أو دعم شراعها. وتشمل هذه العوارض، وأذرع التطويل، والصواري، والتي تعمل على نشر الشراع ومقاومة قوى الانضغاط والانحناء، بالإضافة إلى الدقل المائل وعمود شراع الريح الخلفية [الإنجليزية].